# Convento de São Francisco (Almodôvar)
O Convento de São Francisco, igualmente conhecido como Convento de Nossa Senhora da Conceição, é um monumento religioso na vila de Almodôvar, na região do Alentejo, em Portugal. No seu interior encontra-se o Fórum Cultural de Almodôvar, inaugurado em 14 de Setembro de 2013, e que inclui o Museu de Arte Sacra.

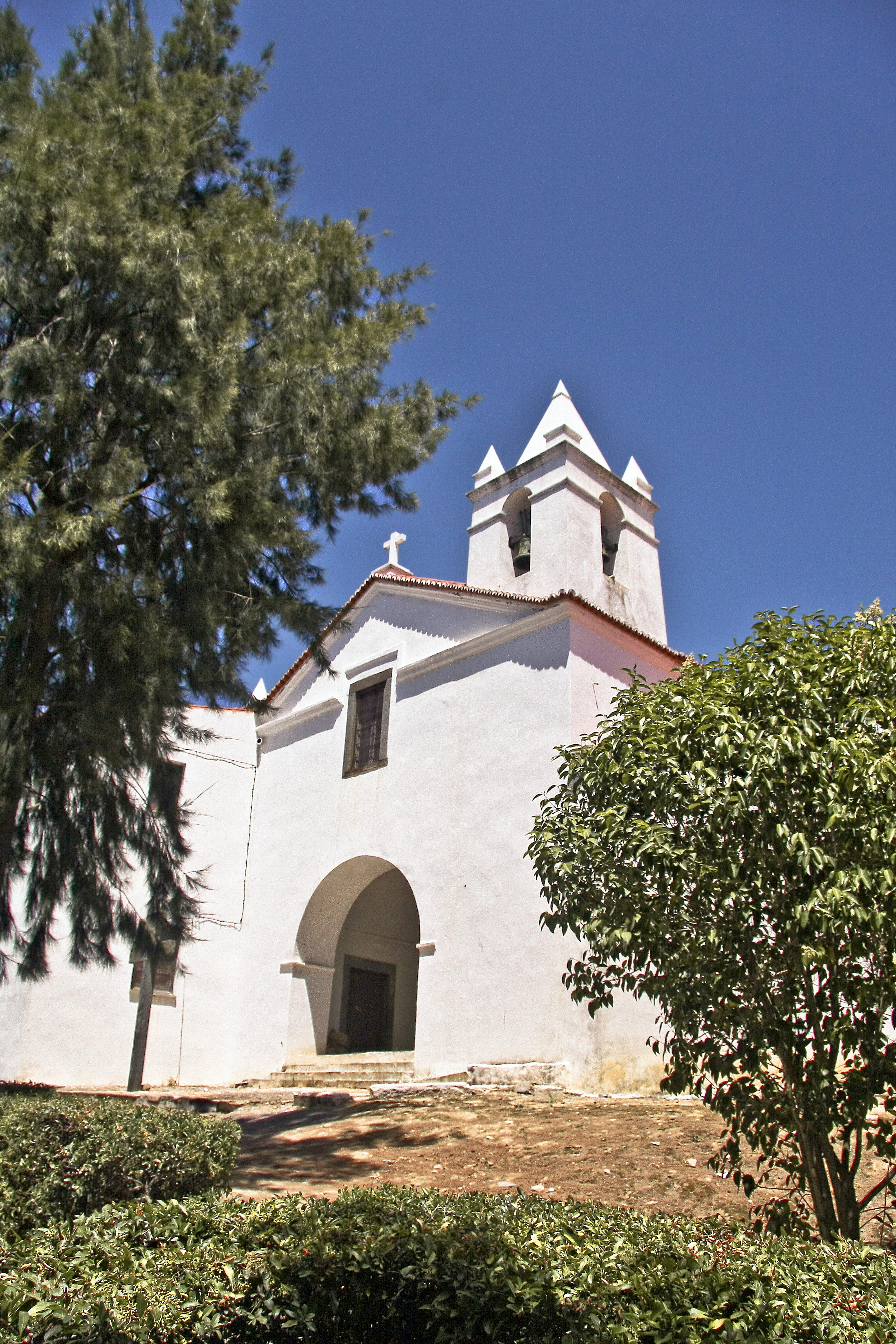
Vista lateral da entrada e da torre sineira, em 2009.

## Descrição
O imóvel situa-se na área oriental da vila de Almodôvar, com acesso pelas ruas da Constituição e do Convento. Consiste num antigo convento da Ordem Terceira de São Francisco, composto por uma igreja e outras dependências, organizadas em torno de um claustro, onde se encontrava uma cisterna. Apresenta elementos de vários estilos, como chão, vernacular, barroco e rococó. No exterior, destaca-se a torre sineira na fachada principal.
No interior, são de especial interesse os seus altares, decorados com talha dourada seiscentista e setecentista. Na capela-mor, existem três quadros, um relativo ao presépio e dois retratando o casamento de Santa Maria com São José, sobre painéis de azulejos policromados alusivos à devoção mariana. A cobertura da capela-mor apresenta pinturas murais sobre a Imaculada Conceição de Maria e a sua ascenção ao paraíso. No interior também se destaca o órgão de tubos, situado junto da entrada, e que se enquadra no estilo oriental, devido à sua decoração em chinoiserie, referindo-se às campanhas de evangelização franciscana nos países orientais.

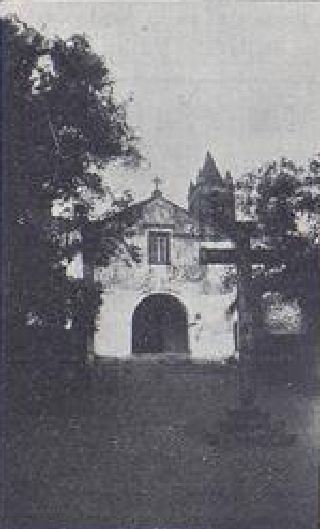
Fotografia da igreja, publicada na obra Album Alentejano: Distrito de Beja, de 1931.

## História
O primeiro edifício no local foi uma ermida fundada em 1630. O convento em si foi fundado em 1680 por Frei Evangelista, da Ordem de Santiago, a partir da expansão da ermida, tendo a cerimónia de lançamento da primeira pedra tido lugar no dia 2 de Setembro daquele ano. No entanto, a obra Album Alentejano: Distrito de Beja, referiu uma teoria alternativa para a fundação do convento: «alguns autores dizem, porêm, que os fundadores foram Fernando Guerreiro e sua irmã Barbara de Alvelos, que deixaram para aquele piedoso fim, moveis e dinheiro».
O convento, na sua configuração original, foi construído parcialmente sobre estruturas que faziam parte da antiga ermida. A talha dourada nos altares foi executada entre os finais do século XVII e inícios do seguinte. Ao longo da sua história, o edifício foi por várias vezes alvo de obras, deevido em parte às diversas funções que teve, que levaram a grandes alterações na sua estrutura. Durante trabalhos arqueológicos foram encontrados os vestígios de vários compartimentos que permitem identificar a configuração original do convento, como a Sala ou Casa do Capítulo e parte da sua portaria, enquanto que no lado setentrional encontravam-se espaços ligados à regra franciscana, como o De Profundis, o refeitório, a Sala da Cadeira do Tribuno ou do Leitor, as cozinhas e uma possível sala de armazenamento. Estas duas contavam com um sistema de canalização subterrâneo ligado à cisterna no pátio.
O edifício foi restaurado em 1810, e em 1834 os frades foram expulsos como parte do processo de extinção das ordens religiosas. Entrou então num processo de declínio ao longo dos séculos XIX e XX, em parte devido às sucessivas utilizações pela qual passou. Com efeito, em 1859 passou a ser ocupado pelos Paços do Concelho, que antes ocupavam um outro edifício na vila, pela Secretaria Notarial e pela Conservatória do Registo Predial. Em 1928 os paços do conselho foram passados para um outro imóvel. O convento foi danificado pelo Sismo de 1969, tendo sido alvo de obras de reparação em 1980. Foi classificado como Imóvel de Interesse Público pelo Decreto n.º 45/93. Em meados da década de 1990, o convento deixou de albergar o Tribunal Judicial, e em 1994 foram feitas obras de reparação nos terraços.
O recheio do convento incluía um interessante conjunto de alfaias litúrgicas, que passaram a fazer parte do acervo da Igreja Matriz.
No século XXI, o imóvel atingiu um acentuado grau de deterioração, que chegou a ameaçar toda a sua estrutura, motivo pelo qual a autarquia decidiu fazer obras de recuperação. As obras foram feitas entre 2010 e 2013, durante as quais foram pavimentadas diversas áreas e criados acessos pedonais, embora estas obras tenham atingido alguns vestígios antigos do edifício, como calçadas e restos de muros. O convento foi transformado no Fórum Cultural de Almodôvar, inaugurado em 14 de Setembro de 2013, numa cerimónia que contou com a presença do Bispo de Beja, D. António Vitalino Fernandes Dantas. Este centro inclui vários espaços de apoio a funções culturais, como o Museu de Arte Sacra, e salas para oficinas de música e de artes plásticas.
Em 2024, as exposições do Museu da Escrita do Sudoeste foram temporariamente transferidas para o antigo convento de São Francisco, para a realização de obras de restauro e expansão da sede do museu.